# Astragalus lorinserianus
Astragalus lorinserianus är en ärtväxtart som beskrevs av Josef Franz Freyn. Astragalus lorinserianus ingår i släktet vedlar, och familjen ärtväxter. Inga underarter finns listade i Catalogue of Life.